# Glossobalanus indicus
Glossobalanus indicus är en djurart som tillhör fylumet svalgsträngsdjur, och som beskrevs av Rao 1955. Glossobalanus indicus ingår i släktet Glossobalanus och familjen Ptychoderidae.
Artens utbredningsområde är Indiska oceanen. Inga underarter finns listade i Catalogue of Life.